# Пфайль, Иоахим
Иоахи́м Пфайль (Пфейль; Joachim von Pfeil und Klein Ellguth) — немецкий путешественник.

## Биография
Родился в 1857 году. В 1873 году отправился с миссионерами в Наталь, где провёл четыре года и изучил наречия туземцев. Вернувшись в 1879 году на короткое время в Европу, Пфайль во второй раз отправился в Африку, поселился в Оранжевой республике и вместе с Вильсоном исследовал Лимпопо, но вследствие тяжкой болезни вернулся в Германию. Примкнув к обществу немецкой колонизации, Пфайль, вместе с Петерсом и Юльке, отправился в восточную Африку и занял области Узагара, Уками, Нгуру, Узегуха, Хуту, а также местность между Ньясса и морским берегом. Был представителем немецкого восточно-африканского общества в Сомальских областях, потом перешёл на службу к Новогвинейской компании, совершил путешествие в Новую Гвинею, посетил архипелаг Бисмарка, находившийся в его управлении. Первым из европейцев прошёл полуостров Газелей, принадлежащий к Новой Померании, и в четырех различных местах перешёл через горный хребет острова Нового Мекленбурга, где до него был лишь миссионер Броун. В 1892 году Пфайль предпринял дальнее путешествие в юго-западную Африку, с целью расширить здесь немецкую колонизацию. Кроме многочисленных статей в специальных журналах, написал: «Vorschläge zur praktischen Kolonisation in Ostafrika» (Б., 1888).